# Melanchroia subnotata
Melanchroia subnotata är en fjärilsart som beskrevs av W. Warren 1897. Melanchroia subnotata ingår i släktet Melanchroia och familjen mätare. Inga underarter finns listade i Catalogue of Life.